# Йозеф Ваценовський
Йозеф Ваценовський (чеськ. Josef Vacenovský, 9 липня 1937, Ратишковиці — 4 грудня 2023) — чехословацький футболіст, що грав на позиції півзахисника.
Виступав, зокрема, за клуб «Дукла» (Прага), а також національну збірну Чехословаччини.

## Клубна кар'єра
У дорослому футболі дебютував 1957 року виступами за команду «Дукла» (Прага), кольори якої і захищав протягом усієї своєї кар'єри гравця, що тривала тринадцять років. 

## Виступи за збірну
У 1964 році дебютував в офіційних матчах у складі національної збірної Чехословаччини.
У складі збірної був учасником чемпіонату Європи 1960 року у Франції, на якому команда здобула бронзові нагороди.
Загалом протягом кар'єри в національній команді, яка тривала 1 рік, провів у її формі 1 матч.